# Cerkas (Popravka), Bila Țerkva
Cerkas (în ucraineană Черкас) este un sat în comuna Popravka din raionul Bila Țerkva, regiunea Kiev, Ucraina.

## Demografie
Componența lingvistică a localității Cerkas
     Ucraineană (96,43%)
     Rusă (3,57%)
Conform recensământului din 2001, majoritatea populației localității Cerkas era vorbitoare de ucraineană (96,43%), existând în minoritate și vorbitori de rusă (3,57%).